# Maggia (rivier)
De Maggia is een 56 km lange rivier in het Zwitserse kanton Ticino. Het dal van de Maggia heet Vallemaggia.
De Maggia ontspringt uit het Lago del Narèt en enkele andere bergmeertjes bij de Passo del Narèt. De monding (in de vorm van een delta) van de Maggia in het Lago Maggiore ligt ten zuidwesten van Locarno. Het stroomgebied van de Maggia omvat een groot deel van de Tessiner Alpen. De Maggia wordt gebruikt bij het opwekken van elektriciteit: jaarlijks wordt gemiddeld 1265 GWh opgewekt.
- Gemeinsame Normdatei: 4240749-7
- Historisch woordenboek van Zwitserland: 008773
- Virtual International Authority File: 247272126